# Animorphs
Animorphs es una colección de libros de ciencia ficción escritos originariamente en inglés por K. A. Applegate, autora estadounidense contemporánea. La serie entera está dirigida al público adolescente. Cuenta con 54 números de la saga principal (de los cuales solo llegaron a ser traducidos al castellano los 25 primeros por Ediciones B y Emecé;  del volumen 26 al 54 fueron traducidos por sus lectores, de manera autogestionada, disponibles únicamente en versión digital) y dos colecciones fuera de la continuidad de la serie: “Crónicas” y “Megamorphs” y dos libros interactivos conocidos como "Alternamorphs". La palabra “Animorphs” se refiere a los protagonistas de la saga y es un acrónimo de “Animal morphers” que podría traducirse como “Los que se convierten en animales”.
La serie cuenta la batalla de cinco humanos adolescentes y un joven alienígena que forman una guerrilla para combatir una invasión alienígena en la Tierra. Está narrada en primera persona por uno de los protagonistas, que cambia en cada libro. Así Applegate nos muestra el combate desde distintas perspectivas, dependiendo del narrador, y explorar muchos aspectos de la mente humana: horror, juicio, moralidad, inocencia y liderazgo . Este efecto del cambio de narradores es denominado "multiperspectivismo", por la variación del narrador.

## Argumento
Animorphs nos presenta un grupo de adolescentes (Jake, Rachel, Tobias, Marco y Cassie) que obtienen el poder de la metamorfósis gracias a un alienígena moribundo, un Andalita. Con este poder deben defender a la humanidad de la invasión Yeerk, otra especie alienígena que desea de esclavizar a toda la raza humana.
Los Yeerks son babosas que ocupan el cerebro de sus huéspedes, controlando sus acciones y torturando al propietario original del cuerpo. La invasión alienígena es una aportación más al tópico de ciencia ficción "Ladrones de mentes".
El único punto a favor que tienen los adolescentes es el poder de la metamorfosis, anteriormente mencionado. Al tocar un animal pueden "adquirir su ADN", momento a partir del cual son capaces de transformarse en ese mismo animal sólo con recordarlo.
La historia se desarrolla en una ciudad anónima de Estados Unidos. En el último número se descubre que la ciudad pertenece al Estado de California.
Los "Animorphs" son:
- Jake, líder del grupo por su capacidad natural de liderazgo.
- Marco, el mejor amigo de Jake. Es chistoso e ingenioso. Piensa que es huérfano, pero su madre no murió, sino que es la líder de los extraterrestres. En realidad es un chico responsable, pues se plantea abandonar la lucha, ya que no soporta la idea de lo que le ocurriría a su padre si el muriese.
- Cassie, afroamericana amante de la naturaleza. Al tener padres veterinarios, todo el grupo tiene acceso a animales exóticos o poco comunes.
- Rachel, guerrera nata, ha encontrado en la invasión yeerk un motivo por el que luchar. Estudiante ejemplar y fiel seguidora de la moda.
- Tobias, personaje enigmático en el principio de la saga, pues acaba de llegar a la ciudad y los otros poco saben de él. Su pasado se irá desvelando a lo largo de los 54 libros. Por problemas y limitaciones en el poder de la metamorfosis, Tobias se encuentra atado de manera permanente a la forma de un ratonero de cola roja, aunque puede transformarse gracias a otro extraterrestre, el Elimista.
- Ax, un cadete Andalita que se unirá a los animorphs en el número #4, El Mensaje. Hermano de Elfangor, Ax se siente desplazado y echa de menos su planeta natal. Como debe vivir entre los humanos durante mucho tiempo, Ax tiene que aprender las costumbres y la cultura humana con la ayuda de sus amigos Animorphs.

Más adelante, aparecen otras razas extraterrestres aparte de las iniciales Yeerks, Andalitas, Hork-Bajirs y Taxxonitas. Quizás la más importante es la de los Chees, androides programados para la no violencia.
También aparecen dos seres superiores, el Ellimista y el Crayak, de poderes casi divinos. Se desconoce casi por completo cualquier dato referente a estos seres, así como si pertenecen a alguna raza innominada.

## Personajes
Los nombres que aparecen aquí son los que se usan durante la mayor parte de la serie. Sin embargo, en los últimos libros, se revelan los apellidos de varios personajes, y algunos yeerks cambian su jerarquía militar.

### Animorphs
- Jake
- Rachel
- Marco
- Cassie
- Tobias
- Aximili-Esgarrouth-Isthill (También llamado "Ax)

### Andalitas
- Aldrea-Iskililon-Falan (hija de Serrow, queda atrapada en forma de Hork Bajir y se casa con Dak Hamee)
- Alloran-Semitur-Corrass (huésped de Visser Tres)
- Elfangor-Sirinial-Shamtul (príncipe andalita el cual le da sus poderes de transformación a los "Animorphs")
- Estrido-Corile-Darratta
- Ciro-Equilion-Flaviolobo
- Arbron-Jorgeño-Stungelqueqo (Compañero de Elfangor en sus épocas de cadete, termina atrapado en forma de Taxxonita y siendo el líder de la colmena vivente)
- Hithileran-Halas-Corain
- Aximili-Esgarrouth-Isthill (Hermano de Elfangor y compañero de los "Animorphs"

### Hork-Bajirs
- Dak Hamee (vidente, y líder que luchó durante la 1.ª invasión de los yeerk a su planeta)
- Jara Hamee (junto con su esposa, Ket Halpak, fue el primero de los hork-bajirs que vivían en la tierra en ser libres)
- Ket Halpak (esposa de Jara Hamee, huyó junto con su esposo hasta una cueva en un valle oculto que Tobias les mostró)
- Toby Hamee (hija de Jara Hamee, se cree que`podría ser la nueva vidente)
- Delf Hajool
- Jagil Hullan (amigo de dak hamee, aprendió de este a luchar y formó parte del ejército hork-bajier. se dezconoce si sigue vivo o no)
- Seerow Hamee Hijo de Dak Hamee y Aldrea (fue capturado por los yeerks)

### Yeerks
- Aftran 942 (Portador: Karen y Cassie)
- Edriss 562 (Visser 1) (Portador: Eva)
- Esplin 9466 (Visser 3) (Portador: Alloran-Semiturr-Corass)
- Esplin 9466 Lesser (Portador: Joe Bob Fenestre) Yeerk gemelo de Visser 3
- Iniss 226 (Portador: Hedrick Chapman)
- Temrash 114 (Portadores: Tom y Jake)
- Carger 7901
- Akdor 1154
- Eslin 359(portador:Gary Kolzar)

### Otros
- Tom Berenson: es el hermano mayor de Jake. Además es un controlador involuntario cuyo yeerk es uno de los principales actuantes en la ofensiva de conquista de la Tierra.

- Leerans: especie extraterrestre que habita en un planeta rodeado principalmente por agua. Son unos seres que se parecen a ranas enormes con piel amarilla y escamosa, y extremidades largas. estas criaturas son anfibias y poseen la capacidad de leer la mente. Su telepatía es diferente de la de los Andalitas. Durante la serie esta raza estaba siendo atacada por los Yeerks.

- Ellimista: criatura casi todopoderosa, puede viajar por el espacio/tiempo y modificar este mismo, su poder solo se iguala por Crayak, criatura con la cual está jugando un juego eterno donde se decidirá el futuro del universo.

- Crayak: ser tan poderoso como el elemista, pero a diferencia de este, solo piensa en el dolor y el terror de otras especies, para él, el universo solo tiene que tener una especie inteligente y para cumplir con este objetivo mantiene una especie de juego en el que cada uno ayuda a pueblos menores para que cumplan sus propios propósitos. Crayak creó a los howlers, que son su principal fuerza de choque

- Helmacrones: Seres diminutos pero con egos enormes que pueden hacer que las cosas se encojan con un rayo de su nave.

- Teresa Chapman

- Taxxonitas: raza extraterrestre con forma de ciempiés gigantes, poseen un hambre tan grande que los lleva a devorar de todo incluso a seres de su propia especie que se encuentran indefensos o incluso a ellos mismos.

- Pemalitas: Fueron la raza más poderosa de la galaxia, pero eran totalmente pacíficos, esto los hizo blanco fácil de los howlers quienes mataron a todos los pemalitas. Los pemalitas creadon a los chee, una raza de robots, y sus espirutos habitan en los perros terrestres al reguardo de sus androides

- Orghanic

- David: El 7 animorph solo durante los libros 20 21 y 22, se vuelve loco porque su vida se arruinó cuando los "Animorphs" aparecieron e intenta matarlos a todos. Al final los "Animorphs lo engañan y queda atrapado como Nothlit en forma de Rata Blanca.

## Libros
A partir del número 25 no están disponibles en castellano:
1. La Invasión
2. El Visitante
3. El Encuentro
4. El Mensaje
5. El Depredador
6. La Captura
7. El Extraño
8. El Alienígena
9. El Secreto
10. El Androide
11. Los Olvidados
12. La Reacción
13. El Cambio
14. El Desconocido
15. La Huida
16. La Advertencia
17. La Caverna
18. La Decisión
19. La Despedida
20. El Descubrimiento
21. La Amenaza
22. La Solución
23. La Farsa
24. La Sospecha
25. El Extremo
26. El Ataque
27. El Exponer
28. El Experimento
29. La Enfermedad
30. La Reunión
31. La Conspiración
32. La Separación
33. La Ilusión
34. La Profecía
35. La Propuesta
36. La Mutación
37. La Debilidad
38. La Llegada
39. El Oculto
40. El Otro
41. El Familiar
42. El Viaje
43. La Prueba
44. Lo Inesperado
45. La Revelación
46. El Engaño
47. La Resistencia
48. La Vuelta
49. El Desvío
50. Lo Esencial
51. Lo Absoluto
52. El Sacrificio
53. La Respuesta
54. El Principio

## Edad de los Personajes
Durante la publicación de la serie existieron disputas acerca de la edad de los Animorphs cuando recibieron la habilidad de transformarse. Sin embargo, con la ayuda de varias indirectas en el curso de la serie, muchos fanes concuerdan en que su edad era de aproximadamente 13 años en el comienzo de la saga. Por ejemplo, al inicio del primer libro, "La Invasión", Jake dice haber intentado entrar en el equipo juvenil de basketball de su escuela, esto coloca a Jake, Cassie, Marco, Rachel, y Tobias, por lo menos, entre las edades de 11 y 14 años en la escuela secundiaria. Más probablemente, analizando las pistas que dan ellos mismos, su edad se reduce a 12-14 años. Esta teoría se respalda en el segundo libro, "El Visitante", cuando Rachel menciona el gato que Melissa Chapman recibió para su cumpleaños número doce. Esto significa que los personajes tienen al menos 12 años.
Además, al comienzo del segundo capítulo del libro #53 Jake asegura que tenía 13 años cuando todo comenzó y que llevaba peleando la batalla por más de tres años, por lo que en ese libro tenía 16 años. En el libro #54, 2 o 3 años más pasaron, lo que significa que tenían entre 18 y 19 años al final, dependiendo de cuanto tiempo estuvieron en el espacio.

## Escritores Secundarios
La mayoría de los libros entre el 25 y el 52 fueron escritos por escritores secundarios. Normalmente, K. A. Applegate redactaba un detallado resumen de cada libro y se lo daba a un escritor secundario que se dedicaba a escribir el libro completo. Luego Applegate y su editora, Tonya Alicia Martin, editaban el libro para adaptarlo a la continuidad de la serie. Los escritores secundarios son acreditados por su ayuda en la página de dedicatoria.
Los únicos libros de la saga que Applegate escribió por sí misma después del 26 son: #32 La Separación, #53 La Respuesta y #54 El Comienzo, y todos los Megamorphs y Crónicas.
Los escritores secundarios son:
- Jeffrey Zeuhlke: #26, #35
- Lisa Harkrader: #44, #48, #49, #51
- Ellen Geroux: #33, #41, #43, #45, #47
- Kimberly Morris: #38, #48, #50, #52
- Melinda Metz: #29, #34
- Amy Garvey: #28
- Gina Gascone: #40
- Elise Smith: #30, #37, #46
- Laura Battyanyi-Wiess: #27, #31, #39
- Emily Costello: #42, Alternamorphs #2
- Erica Bobone: #36

Cabe aclarar que, originalmente, Applegate intentó escribir cada libro de la saga por sí misma. Sin embargo, debido a la escritura de su otro libro, Eternia, acabó dejando parte de Animorphs en manos de escritorios secundarios.